# 吉野川市立牛島小学校
吉野川市立牛島小学校（よしのがわしりつ うしじましょうがっこう）は、徳島県吉野川市鴨島町牛島にある公立小学校。

## 教育目標
- 「知育」「徳育」「体育」の調和のとれた教育活動を基盤にして、良き社会人として自立するための資質を育てる。

## 校訓
- 努力
- 真心
- 健康

## 通学区域が隣接している学校
- 吉野川市立森山小学校
- 吉野川市立鴨島小学校
- 吉野川市立知恵島小学校
- 阿波市立柿原小学校
- 阿波市立一条小学校
- 上板町立高志小学校
- 石井町立高原小学校
- 石井町立浦庄小学校
- 神山町立広野小学校